# Maksym Grek

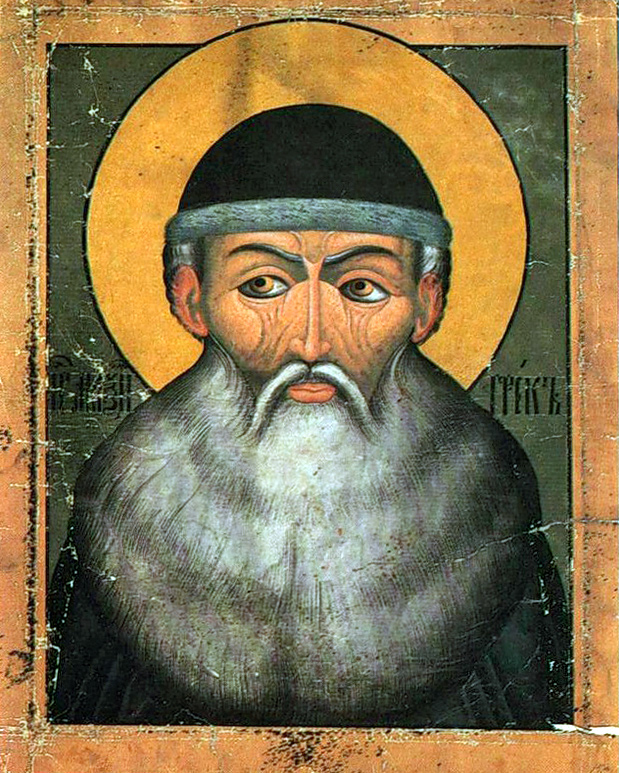
Maksym Grek

Maksym Grek – mnich (cs. Prepodobnyj Maksim Griek), święty Kościoła prawosławnego. Był znany jako gorący zwolennik niezachłannych.

## Hagiografia
Urodził się około 1475 w Grecji w znanej rodzinie. W życiu świeckim nazywał się Michał Triwolis. Wyższe wykształcenie otrzymał w Wenecji, Florencji i Ferrarze. Szczególnie interesowała go filozofia, nauka Ojców Cerkwi oraz Pismo Święte.
Po powrocie do ojczyzny, nie potrafiąc znaleźć sobie miejsca w zepsutym świeckim społeczeństwie, zdecydował się wstąpić do Monasteru Watopedi na Świętej Górze Atos. Tam złożył śluby zakonne i otrzymał imię Maksym.
Między 1516 i 1518, na prośbę wielkiego księcia moskiewskiego Wasyla III, starcy atoscy wysłali młodego mnicha do Rosji w celu uporządkowania książęcych księgozbiorów. Po przyjeździe do Moskwy Maksym zajął się pracą w bibliotece, dokonywaniem przekładów i poprawek ksiąg cerkiewnych. Pisał też utwory polemiczne. Głównie z tego powodu, jak też ze względu na swoje poglądy dotyczące nieposiadania ziemi przez monastery, miał wielu wrogów. Za ich namową osądzono go jako heretyka i wtrącono do więzienia w Monasterze Wołokołamskim.
Dopiero w 1541 zdjęto z mnicha zakaz przystępowania do sakramentu Eucharystii. Cieszący się powszechnym szacunkiem Maksym zamieszkał w Ławrze Troicko-Siergijewskiej. Tam jeszcze przed śmiercią ukończył przekład Psałterza.
Św. Maksym zmarł 21 stycznia 1556 po pięćdziesięciu latach zakonnego życia. Kiedy w XVII w. przy jego grobie miały miejsce dwa cuda, zaczęto nazywać go świętym. Został kanonizowany przez Rosyjską Cerkiew Prawosławną w 1988, gdzie cieszy się największym kultem. Do Maksyma Greka wierni modlą się o pomoc dla wdów i sierot.
Wspomnienie liturgiczne tego świętego przypada na 21 stycznia.

## Ikonografia
W ikonografii święty przedstawiany jest w charakterystyczny sposób. Jest starym mężczyzną z długą i szeroką, zakrywającą całe piersi, siwą brodą. Ma na sobie czarne mnisze szaty, a na głowie kamiławkę o ściętych brzegach. Prawą dłoń ma złożoną w modlitewnym geście, w lewej trzyma otwartą księgę lub zwinięty zwój pisma.